# P-MODEL
P-MODEL（ピー・モデル）は、日本の音楽グループ。1979年結成、2000年より無期限活動休止中。ここでは、2004年より活動している核P-MODELについても扱う。
媒体によっては「P-model」「P-モデル」等の表記揺れがあるが、正式な表記は全て大文字の「P-MODEL」である。

## 概要
1979年1月1日、前身バンド「MANDRAKE」が解散。即日P-MODELが結成され、シングル『美術館で会った人だろ (ART MANIA)』で同年7月にメジャーデビュー。ジョージ・オーウェルの小説『1984年』をコンセプトの下敷きとした1stアルバム『IN A MODEL ROOM』を発表。
プラスチックス・ヒカシューと共に「テクノ御三家」とされ、YMOを始めとする80年代のテクノポップブームの一翼を担い、テクノ・ニューウェイブシーンにおける中心的存在となる。メジャーデビュー後にはXTC、ヴァン・ヘイレンなど海外バンドの来日ツアーの前座を務め、日本武道館公演なども経験した。
1981年に発売された3rdアルバム『Potpourri』で「脱・テクノ」を宣言。以降はメンバーや音楽性が激しく変遷を重ねた末、1988年12月に「凍結」(活動休止)を宣言。
1991年、期間限定の活動という前提でP-MODELの「解凍」を宣言し、同年9月に日比谷野外音楽堂にて行われたライブイベント『ERROR OF UNIVERSE』にて活動再開。再びテクノポップを全面に打ち出した。時代が進み、デジタルシンセによる音圧の高いサイバー感のあるサウンドに変化を遂げた。また、Amigaを中心とするマルチメディアの活用を行った。
1993年、メンバーチェンジに伴う「改訂」作業に入る事を発表。同年10月に日比谷野外音楽堂にて行われたライブイベント「ERROR OF INFORMATION "待機"」を以て、一時的に活動「待機」(活動休止)となる。
1994年12月、メンバーの「改訂」を終え再び活動を再開。当時黎明期だったインターネットをキーワードとして様々な活動を行い、その中の一環として楽曲のMP3配信を行った。この事はメジャー出身バンドとして日本国内で初めての試みであった。
2000年12月にP-MODELの解体を発表し、「培養」期間に入ることを宣言。
アメリカ最大の音楽レビューサイト「Rate Your Music」ではテクノ・ニュー・ウェイブバンドとして海外の音楽リスナーから強い支持を得ている。

### 核P-MODEL
2004年からは、中心メンバーだった平沢がP-MODELの作風を継承したプロジェクト「核P-MODEL」として不定期に活動している。
なお、当初は平沢のソロバンドとして始まったが、2ndアルバム『гипноза』にはP-MODELのオリジナルメンバーだった田中靖美、平沢がプロデュースを手掛けたバンドPEVOよりPEVO1号が参加している。
ライブにおいても2014年からはサポートミュージシャンを加えており、2014年に行われたライブ「パラレル・コザック」と「HYBRID PHONON」にはサポートメンバーとしてPEVO1号が参加した。その他、「パラレル・コザック」には福間創扮する「謎の毛糸帽の男」がスポット出演している。
2018年から2019年に行われたライブ「回=回」では、正体不明のメンバー「会人(EJIN)」がサポートメンバーとして参加している。

## メンバー
- 個人記事のあるメンバーについてはそちらを参照。

### その他企画バンド
IKARI
- 5thアルバム『ANOTHER GAME』の発売延期に関して、当時のマネージャーである広瀬充がジャパンレコードと揉めて帰ってきたところ、平沢に「その怒りを音で表現するんだ」と言われて結成したバンド[13]。ソノシートを1枚リリースしている他、1983年に“P-MODELの前座”という形で1回ライブを行っている。

|        | ボーカル | ギター          | ベース   | キーボード   | ドラムス   | 備考 |
| ------ | -------- | --------------- | -------- | ------------ | ---------- | ---- |
| 1983年 | 広瀬充   | 平沢進 三浦俊一 | 菊池達也 | （三浦俊一） | 田井中貞利 |      |

此岸のパラダイス亀有永遠のワンパターンバンド
- KERA（有頂天）の呼びかけで結成されたP-MODELのコピーバンド。当時封印状態だった初期P-MODELの楽曲を演奏するために結成された。1987年に2回、1990年に1回ライブに出演している。

|        | ボーカル | ギター | ベース   | キーボード | ドラムス            | 備考                                                  |
| ------ | -------- | ------ | -------- | ---------- | ------------------- | ----------------------------------------------------- |
| 1987年 | KERA     | 平沢進 | 秋山勝彦 | 三浦俊一   | 田井中貞利          |                                                       |
| 1990年 | KERA     | 平沢進 | 秋山勝彦 | ことぶき光 | 田井中貞利 荒木康弘 | 平沢は曲によってボーカルも担当 ドラムスは曲ごとに交代 |

亀有タワーズ / Miburi隊
- ファンクラブ主催のP-MODELコピーバンドコンテスト『Errors of P-MANIA！』にて結成された「P-MODELメンバー本人によるコピーバンド」。全員が本来の担当楽器と異なる楽器を演奏している。『Errors of P-MANIA！』は1993年 - 1995年の3回開催され、93・94年は「亀有タワーズ」名義で、95年は「Miburi隊」名義で出演している。

|        | ボーカル | ギター        | ベース                  | キーボード            | ドラムス                                           | その他のメンバー       | 披露した楽曲                                              |
| ------ | -------- | ------------- | ----------------------- | --------------------- | -------------------------------------------------- | ---------------------- | --------------------------------------------------------- |
| 1993年 | 加藤賢崇 | 秋山勝彦      | ことぶき光 藤井ヤスチカ | 横川理彦              | 平沢進                                             | KERA（マラカス）       | 「ミサイル」                                              |
| 1994年 | 加藤賢崇 | 加藤賢崇 TAKA | 加藤賢崇 TAKA           | 横川理彦              | 平沢進                                             | 戸川純（カズー）       | 「カウボーイとインディアン」 「フ・ル・ヘッ・ヘッ・ヘッ」 |
| 1995年 | 加藤賢崇 | 福間創        | ―                       | 平沢進 （Miburi/Syn） | 横川理彦（Miburi/Snare） 中野テルヲ（Miburi/Kick） | 小西健司（タンバリン） | 「HEAVEN」                                                |

## 音楽性
時期によって激しく変遷しているため、大きく6つに分けて記述する。

## その他エピソード
- 実はMANDRAKE結成前にも安部文泰と平沢でバンドをやっており、楽器店でメンバー募集をしてきたのが田中と田井中だった[45]。なお田中はギタリスト志望でやってきた[46]ため、同じくギタリスト志望だった安部・平沢とギターの腕前対決をすることになった[注 15]。
- MANDRAKE結成時からの「パート不問」の伝統を受け継いでいる。
  - 秋山はもともとキーボード奏者であったが、P-MODEL結成にあたりキーボードの続投を求めた田中の意向により、全く未経験であったベースを担当することになった。
  - 『Potpourri』のレコーディング時には秋山の脱退によりベーシストが不在だった[注 16]ことから、平沢・田中がベースを弾いている。
  - 横川の在籍中、彼がバイオリンを演奏する際は平沢がベース、三浦がギターを弾く変則的な編成がとられた。
  - 中野はP-MODEL加入にあたり、空席となっていたベース・キーボードのどちらかを選択させられた。また中野と同時期に加入した高橋はもともとベーシストだったものの、既に中野がベーシストとして内定していた事から未経験のキーボードを担当することになった。
  - 解凍期以降は正式なベーシストが存在しないが、楽曲によっては秋山や小西がベースを弾くこともあった。
- 活動再開こそ絶望視されているものの、元メンバー同士の関係は現在でも良好である。2000年代以降は楽曲制作やライブ共にほぼ1人で行っていた平沢も、2010年代からはかつて平沢がプロデュースしたShampoo、PEVOのメンバーも交えて共演、共作など盛んに交流が行われている。
- かきふらいによる漫画「けいおん！」の主要登場人物の氏名はP-MODELのメンバーに由来するのではないかと双方のファンから指摘されており[47][注 17]、これに対して「由来」となったメンバーもそれぞれ反応している。
  - 平沢はTwitterを開設直後の2009年10月に「間違えてないか？私は平沢進だぞ。平沢唯じゃない。」とのツイートを行った[48]。この発言によりフォロワー数が一気に増加したが、狙って言ったものではなく「本心」であるとしている[49]。なお、その後もTwitterで度々平沢唯に言及している。
  - 秋山は田井中律モデルのドラムスティックを購入したことをブログで公表しており、ソロ活動やCROSSで使用している。
  - 中野は2010年7月、実弟から中野梓フィギュアを差し入れされている。

## 作品
平沢進個人の作品については

## ミュージックビデオ
| 監督             | 曲名 | 備考 |
| ---------------- | --- | --- |
| 不明             | 偉大なる頭脳（1979年） ASHURA CLOCK(discomuniactor)（1997年） | 「偉大なる頭脳」は21stセンチュリーワンダーランド制作。 |
| 平沢裕一         | アート・ブラインド（1979年） I AM ONLY YOUR MODEL（1980年） different ≠ another（1981年） Potpourri (ポプリ) (2種類)（1981年） ナチュラル（1981年） いまわし電話（1981年） Heaven (2種類)（1982年） Perspective（1982年） のこりギリギリ（1982年） HOKA NO KEIKAKU（1983年） ECHOES (不許可曲集 Ver.)（1983年） ふるへっへっへ (2種類)（1983年） フ・ル・ヘッ・ヘッ・ヘッ (1984年) ATOM-SIBERIA（1984年） HARM HARMONIZER(1984年) | 「ふるへっへっへ」は『BITMAP』に収録。他作品は一般公開されていないが、近年一部PVが動画共有サイトにアップロードされた。                                                                             |
| ピーター・カラス | Karkador 3min 1986 Australia（1986年） | 「KARKADOR」をBGMに使った映像作品であり、公式なプロモーションビデオでは無い。 |
| 神尾明朗         | Another Day（1986年） | ACユニット制作。 このPVに納得が出来なかった平沢はAmigaを導入し、自分で制作するようになる。 |
| 平沢進           | 2D or not 2D（1992年） Grid（1992年） Monotone Grid（1994年） http (1996年) | 平沢がAmigaで制作。「http」は当時ライブで流していた映像と同一。「2D or not 2D」「Grid」は『BITMAP』収録。「Monotone Grid」は平沢ソロビデオ『PHOTON-3』、「http」はシングル『Rocket Shoot』に収録。 |
| ホッホー石田     | 夢見る力に（1995年） | 全編CGで作成。P-MODELメンバーは写真のみ。 |
| 大和久マサル     | 論理空軍（1999年） | 『音楽産業廃棄物 ～P-MODEL OR DIE』DVD版ではディレクターズ・カット版も収録されている。 |

## ライブ・データ
- 正式なライブタイトルがあるもののみ記載。

### ライブ・ツアー
- 中止になった公演は取消線、振替公演は緑色、追加公演は赤色で表記